# Федотов, Евгений Иванович
Евге́ний Ива́нович Федо́тов (12 мая 1953, Пенза) — советский футболист, вратарь, тренер.

## Биография
Обладал отличной прыжковой техникой и высокой скоростью. По результатам тестов он не уступал, обладавшим взрывной скоростью Александру Бабанову, Владимиру Евсюкову, Вячеславу Сидорову, с которыми играл в «Торпедо» из Тольятти. В 1975 играл вратарем в «Ревтруд» Тамбов. В 1976 перебрался в Тольятти. На предсезонные сборы в команде ехали три вратаря (возрастной Владимир Гуженков и молодые Анатолий Долгов, Евгений Федотов). Гуженков после сборов закончил с футболом, игра Долгова сильно зависела от настроения, и основным вратарем «Торпедо» на долгие годы стал Федотов. В 1981 году большую часть сезона тренировался в Ярославле в составе сборной РСФСР. В 1983 по решению Куйбышевского обкома КПСС Федотов вместе с Александром Бабановым и Вячеславом Сидоровым перешёл в куйбышевские «Крылья Советов», в 1984 году команда вышла в первую лигу. В 1985 Федотов поссорился с новым руководством и по приглашению Валерия Овчинникова перешёл в «Спартак» Орджоникидзе. В 1988 по приглашению вновь возглавившего «Торпедо» Альфреда Фёдорова уехал в Тольятти, но пермская «Звезда» выменила его на Сергея Крюкова. После Перми Федотов бросил футбол и уехал в Пензу. Работал начальником женской баскетбольной команды и куратором зимних видов спорта в облсовпрофе. В 1991 году в составе пензенского «Зенита» 38-летний Федотов стал лучшим игроком команды и остался в ней работать тренером. Работал тренером «Зенита» (до 1999), тольяттинского «Торпедо» (1999—2003), в саранской «Светотехнике» (2000). В 2004—2005 был главным тренером пензенского «Зенита». С 2008 тренировал вратарей в «Крыльях Советов».

## Семья
Жена — Татьяна. Старший сын Роман (род. 2 мая 1975) — регбист. Младший сын Вадим (род. 11 февраля 1977) — футболист.

## Достижения
- 1980 — обладатель Кубка РСФСР
- 1980 — бронза Чемпионата РСФСР
- 1983 — золото Чемпионата РСФСР[4]